# HindII
HindII es una enzima de restricción de tipo II (EC 3.1.21.4) producida por el microorganismo Haemophilus influenzae que posee una diana de restricción en el ADN de cadena doble dependiente de una secuencia metilada, palindrómica  y no escalonada, sobre la cual su actividad catalítica hidrolasa genera extremos romos.
La diana de restricción puede representarse según este diagrama, donde Py hace referencia una base pirimidínica y Pu a una púrica:
| Sitio de reconocimiento | Resultado del corte       |
| 5'GTPyPuAC 3'CAPuPyTG   | 5' GTPy PuAC 3' CAPu PyTG |